# Стахановский промышленно-экономический техникум
Стахановский промышленно-экономический техникум — среднее специальное учебное заведение в городе Стаханов Луганской области.

## История
Учебное заведение было создано в соответствии с первым пятилетним планом развития народного хозяйства СССР как Кадиевский горный техникум, который с 1929 года начал подготовку кадров для горной промышленности.
Во время Великой Отечественной войны город оказался в прифронтовой зоне, а с 12 июля 1942 до 3 сентября 1943 года был оккупирован немецкими войсками. При отступлении вермахта в соответствии с директивой от 2 сентября 1943 года о уничтожении промышленности Донбасса город был разрушен, но вскоре после окончания боевых действий началось его восстановление.
В соответствии с четвёртым пятилетним планом восстановления и развития народного хозяйства СССР горный техникум был восстановлен и возобновил работу.
Филиал техникума был открыт в городе Первомайск.
Только в период с начала учебной деятельности до 1966 года техникум подготовил свыше 12 тыс. специалистов.
После того, как 15 февраля 1978 года Кадиевка была переименована в город Стаханов, учебное заведение получило название Стахановский горный техникум.
После провозглашения независимости Украины техникум перешёл в ведение министерства образования Украины.
В марте 1995 года Верховная Рада Украины внесла техникум в перечень предприятий, учреждений и организаций, приватизация которых запрещена в связи с их общегосударственным значением.
В 2001 году Стахановский горный техникум был реорганизован в Стахановский промышленно-экономический техникум.
С весны 2014 года в составе Луганской Народной Республики, находится в ведении министерства образования и науки ЛНР.

## Современное состояние
Техникум ведет обучение специалистов по девяти специальностям («Техническая эксплуатация и обслуживание электрического и электромеханического оборудования»; «Подземная разработка месторождений полезных ископаемых»; «Шахтное строительство»; «Компьютерные системы и комплексы»; «Рациональное использование природохозяйственных комплексов»; «Техническое обслуживание и ремонт автомобильного транспорта»; «Право и организация социального обеспечения»; «Финансы» и «Монтаж, наладка и эксплуатация электрооборудования промышленных и гражданских зданий»).
В состав техникума входят учебный корпус (38 учебных кабинетов и 22 лабораторий), библиотека с книжным фондом 40 тыс. экз. учебной и художественной литературы; учебно-технические мастерские; музей истории техникума; актовый зал на 400 мест; 2 спортивных зала, 1 тренажерный зал; общежитие; столовая и буфет.

## Дополнительная информация
Среди известных выпускников техникума: Герои Советского Союза К. З. Чоловский и Н. Ф. Федоричев, а также Герои Социалистического Труда И. Д. Акименко, В. П. Корниенко, Д. И. Луговской, В. Г. Мурзенко, К. Г. Петров, П. Е. Синяговский и В. В. Шокарев.